# Choi Jun-seok
Pour les articles homonymes, voir Choi.
Dans ce nom coréen, le nom de famille, Choi, précède le nom personnel.
Choi Jun-Seok (né le 15 février 1983 à Séoul en Corée du Sud) est un joueur coréen de baseball qui joue avec les Lotte Giants de Busan dans la ligue sud-coréenne de baseball.